# Kronozkaja
Die Kronozkaja (russisch Кроноцкая) ist ein 40 km langer Zufluss des Pazifischen Ozeans auf der russischen Halbinsel Kamtschatka.

## Flusslauf
Die Kronozkaja bildet den Abfluss des 372 m hoch gelegenen Kronozkoje-Sees. Sie fließt in südöstlicher Richtung zum Meer. Flankiert wird der Fluss von den Vulkankegeln Kronozkaja Sopka (3527 m) im Nordosten und Krascheninnikow (1856 m) im Südwesten. Kurz vor Erreichen des Meeres biegt der Fluss scharf nach Nordosten ab. Er fließt noch 6 km entlang der Küste, getrennt von einer schmalen Landzunge, bevor er tatsächlich ins Meer mündet. Das Einzugsgebiet der Kronozkaja umfasst 2980 km².

## Flussfauna
Der Flusslauf befindet sich innerhalb des Kronozki-Naturreservats. Jedes Jahr schwimmen zahlreiche Wanderfische vom Meer den Fluss hinauf zu ihren Laichplätzen. Zu diesen zählt der Buckellachs, der Ketalachs, der Rotlachs und der Silberlachs. Es kommen noch weitere Salmoniden im Flusssystem vor, darunter Salvelinus albus, Salvelinus kronocius, Japan-Saibling (Salvelinus leucomaenis) und Salvelinus schmidti.

## Wasserkraftprojekte
Es gibt Pläne für den Bau zweier Wasserkraftwerke mit Leistungen von 210 bzw. 90 MW am Flusslauf der Kronozkaja.